# Garaši
Garaši (Servisch cyrillisch Гараши) is een plaats in de Servische gemeente Aranđelovac. De plaats telt 605 inwoners (2002).